# Narciso Cozzo
Narciso Cozzo (Palermo, 23 maggio 1833 – Caserta, 4 ottobre 1860) è stato un militare italiano.

## Biografia
Appartenente alla nobiltà palermitana, si unì alla Spedizione dei Mille quando Garibaldi raggiunse Palermo. 

Fu membro della Commessione pel riordinamento della Milizia Nazionale e del Comitato di guerra riguardante il governo, la disciplina e la custodia delle prigioni, istituiti a Palermo dal Governo dittatoriale e prodittatoriale di Sicilia. 

Fu anche Milite della Guardia del palazzo Dittatoriale.

Perse la vita nella Battaglia del Volturno, tentando di salvare un compagno d'armi. Trasferito nell'Ospedale di Caserta, fu vegliato fino alla fine dalla sua compagna Lia, che lo aveva seguito nella Spedizione dei Mille. 

A lui sarà intitolato il 3° Battaglione Bersaglieri comandato dal Maggiore Niederhausen, in cui lo stesso Narciso Cozzo aveva militato, spento per una ferita ricevuta sotto le mura di Capua, nell'esercizio di un atto dei più onorevoli, cioè quello di voler salvare un commilitone. 

Le sue ceneri sono nella Chiesa di San Domenico a Palermo, Pantheon dei siciliani illustri, dove  gli è riservato un monumento commemorativo che recita: Conte di Gallitano. Patriota e garibaldino alla spedizione dei Mille.